# Amy Chua
Amy L. Chua (chino tradicional: 蔡美 儿; chino simplificado: 蔡美 儿, pinyin: Cài Měi'ér, nacida el 26 de octubre de 1962) es la John M. Duff, Jr. Profesor de Derecho en la Facultad de Derecho de Yale. Se unió a la facultad de Yale en 2001, después de enseñar en la Escuela de Leyes de Duke. Antes de iniciar su carrera como maestra, era una asociada legal corporativa de Cleary, Gottlieb, Steen & Hamilton. Se especializa en el estudio de las transacciones comerciales internacionales, el derecho y el desarrollo, los conflictos étnicos, la globalización y la ley. A partir de enero de 2011, es más conocida por su libro de memorias de crianza, Battle Hymn of the Tiger Mother.

## Vida personal

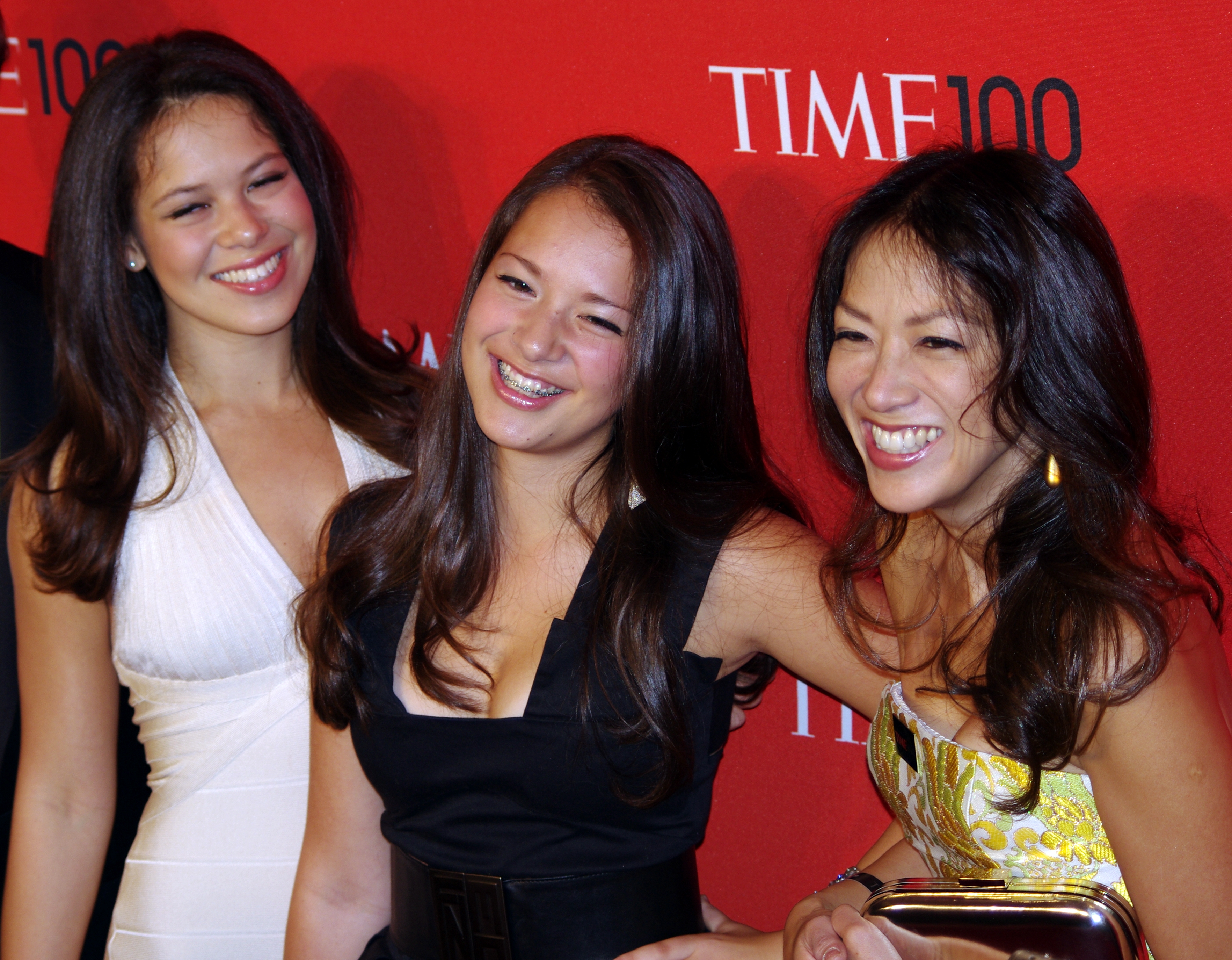
Chua y sus hijas en 2011.

Chua vive en New Haven, Connecticut, y está casada con el profesor de la Escuela de Derecho de Yale Jed Rubenfeld. Tiene dos hijas, Sophia y Louisa ("Lulu"). Chua, cuyo marido es judío, ha declarado que sus hijos pueden hablar chino, y que han sido "elevados judíos". Es la mayor de cuatro hermanas: Michelle, Katrin y Cynthia. Katrin es médica y profesora de la Facultad de Medicina de la Universidad de Stanford. Cynthia, quien tiene síndrome de Down, cuenta con dos medallas de oro de las Olimpiadas Especiales Internacionales en natación.